# Шрёдер, Герман (музыковед)
Герман Шрёдер (нем. Hermann Schroeder; 28 июля 1843, Кведлинбург — 31 января 1909, Берлин) — немецкий музыковед, музыкальный педагог и композитор. Сын скрипача Карла Шрёдера (1816—1890), брат Карла и Альвина Шрёдеров.
Учился у своего отца, затем в Магдебурге у Августа Риттера. В 1869—1873 гг. играл первую скрипку в семейном квартете братьев Шрёдеров (помимо Карла на виолончели и Альвина на альте, вторую скрипку играл ещё один брат, Франц). Обосновавшись в Берлине, в 1873 году открыл собственную музыкальную школу. С 1885 г. преподавал скрипку в Королевском институте церковной музыки, в дальнейшем также заместитель директора. Активный деятель Берлинского союза музыкантов.
Автор немногочисленных камерных произведений преимущественно учебного назначения, в том числе четырёх струнных квартетов и трёх фортепианных трио. Наиболее значительный теоретический труд Шрёдера — монография «Симметричное обращение в музыке» (нем. Die symmetrische Umkehrung in der Musik. Ein Beitrag zur Harmonie- und Kompositionslehre; 1902). Опубликовал также учебно-справочное пособие «Искусство игры на скрипке» (нем. Die kunst des violinspiels, ein encyklopädisches handbuch für jeden violinisten, insbesondere für lehrer und lernende; 1887), для потсдамского Института заочного образования по методу Рустина (нем. Rustinsches Lehrinstitut für Brieflichen Unterricht) написал учебное пособие по инструментовке (1902).